# Neftianaya
Neftianaya (del ruso: Нефтяная) es una stanitsa del raión de Apsheronsk del krai de Krasnodar, en Rusia. Está situada en las vertientes septentrionales del Cáucaso Occidental, en la orilla izquierda del río Tuja (en el lugar donde recibe por la izquierda al Polba y por la derecha al Neftianaya), afluente por la izquierda del Psheja, afluente del Bélaya, de la cuenca del Kubán, 12 km al suroeste de Apsheronsk y 90 km al sureste de Krasnodar, la capital del krai. Tenía 2 065 habitantes en 2010
Pertenece al municipio Neftegórskoye.